# Elio Bertin
Elio Bertin (Cologna Veneta, 28 marzo 1928) è un pittore, designer, imprenditore e inventore italiano.
La sua opera si distingue nei campi del design industriale e nella ricerca di nuove forme di espressione artistica.

## Biografia
Si diploma all'Accademia di belle arti di Venezia alla fine della seconda guerra mondiale.
Lavora inizialmente nello studio grafico della BTicino Spa per dedicarsi poi alla attività di fotolitografia, aprendo un proprio studio che successivamente ingrandisce con il coinvolgimento dei fratelli Guido e Giuseppe.
A partire dagli anni Settanta l'attività inventiva lo porta  a fondare delle altre società, in questo caso dedicate allo sviluppo e alla produzione delle sue ideazioni. Detto filone diventerà via via sempre più preponderante e quindi, alla fine degli anni Ottanta, decide di cedere l'attività di fotolitografia per potersi dedicare a tempo pieno a quella di imprenditore nel campo dell'oggettistica. Diverse sono le realizzazioni originali (tra le quali figurano orologi, penne, lampade, clessidre e mobili) a cui ha affiancato la produzione di articoli industriali come le cornici smontabili.
Parallelamente all'attività imprenditoriale e di designer, ha sempre coltivato la creazione artistica. In quest'ultimo ramo figurano l'illustrazione di libri della collana "Corticelli" di Ugo Mursia Editore, gli oggetti di arte cinetica e la pittura a olio.

## Creazioni

### Artistiche
Grafica a pendolo (anni Settanta).

Arte cinetica (1980-1990).

Pittura a olio (1950-2010).

### Didesign
Orologio "Cosmic".
Penna "Orbital".

Lampada "City".